# Dmytro Sawadskyj
Dmytro Oleksandrowytsch Sawadskyj (ukrainisch Дмитро Олександрович Завадський, russisch Дмитрий Александрович Завадский Dmitri Alexandrowitsch Sawadski, englisch Dmytro Zavadsky; * 4. November 1988 in Charkiw, Ukrainische SSR) ist ein ukrainischer Badmintonspieler.
Sawadskyj wurde 2007, 2009, 2011 und 2012 ukrainischer Meister im Herreneinzel, mit Witalij Konow 2009 Meister im Herrendoppel und 2009 und 2010 mit Mariya Diptan Meister im gemischten Doppel.